# Giambattista Roero di Pralormo
Giambattista Roero di Pralormo (Asti, 28 novembre 1684 – Torino, 9 ottobre 1766) è stato un cardinale e arcivescovo cattolico italiano.

## Biografia
Nacque a Asti il 28 novembre 1684 nella nobile famiglia dei Roero, conti di Pralormo, terzogenito di Carlo Oddone, conte di Pralormo, e Paola Curbis di San Michele. In gioventù, si laureò in utroque iure, intraprendendo in seguito la carriera ecclesiastica divenendo dapprima sacerdote il 21 marzo 1711, poi canonico ed infine arcidiacono della cattedrale di Torino.
Fu eletto vescovo di Acqui il 1º ottobre 1727 e ordinato vescovo il 12 ottobre, venne nominato su proposta del duca Carlo Emanuele III di Savoia, arcivescovo di Torino il 3 febbraio 1744.
Dal 20 al 21 aprile 1755 celebrò il secondo sinodo diocesano.
Papa Benedetto XIV lo elevò al rango di cardinale nel concistoro del 5 aprile 1756.
Morì il 9 ottobre 1766 all'età di 81 anni e le sue spoglie vennero sepolte nella chiesa torinese di Santa Teresa, da lui fatta erigere a sue spese.

## Genealogia episcopale e successione apostolica
La genealogia episcopale è:
- Cardinale Scipione Rebiba
- Cardinale Giulio Antonio Santori
- Cardinale Girolamo Bernerio, O.P.
- Arcivescovo Galeazzo Sanvitale
- Cardinale Ludovico Ludovisi
- Cardinale Luigi Caetani
- Cardinale Ulderico Carpegna
- Cardinale Paluzzo Paluzzi Altieri degli Albertoni
- Papa Benedetto XIII
- Cardinale Giambattista Roero di Pralormo

La successione apostolica è:
- Vescovo Jean-Pierre Biord (1764)

## Stemma
| Immagine | Blasonatura                                                                                |
| -------- | ------------------------------------------------------------------------------------------ |
| \| \|    | Giambattista Roero di PralormoArcivescovo di Torino Di rosso, a tre ruote d'argento 2 e 1. |
|          |                                                                                            |